# برنارد بینونو
برنارد بینونو (انگلیسی: Bernard Bienvenu؛ ۳۰ نوامبر ۱۹۲۰ – ۱۳ ژوئیهٔ ۱۹۹۳) بازیکن فوتبال بود.
وی همچنین در تیم ملی فوتبال فرانسه بازی کرده‌است.